# Giuliano Petrelli
Giuliano Petrelli ist ein italienischer Schauspieler, Filmregisseur und Dokumentarfilmer.
Petrelli war zwischen 1972 und 1975 in einigen Filmen und der Fernseh-Miniserie L'amaro caso della baronessa di Carini als Nebendarsteller zu sehen. 1976 inszenierte er seinen einzigen Spielfilm, das erotische Drama L’occhio dietro la parente. Im neuen Jahrtausend trat er als Dokumentarfilmer in Erscheinung.

## Filmografie (Auswahl)
- 1977: L’occhie dietro la parente (Regie, Drehbuch)